# Ким Мин Су
Ким Мин Су (кор. 김민수; 22 января 1975, Сеул) — южнокорейский дзюдоист полутяжёлой весовой категории, выступал за сборную Южной Кореи в середине 1990-х — начале 2000-х годов. Серебряный призёр летних Олимпийских игр в Атланте, обладатель серебряной медали тихоокеанского чемпионата, чемпион мира среди юниоров, победитель многих турниров национального и международного значения. Также в период 2005—2009 участвовал в боях по смешанных правилам и выступал в гран-при по кикбоксингу.

## Биография
Ким Мин Су родился 22 января 1975 года в Сеуле.

### Дзюдо
Первого серьёзного успеха на международном уровне добился в 1994 году, когда попал в состав корейской национальной сборной и побывал на юниорском чемпионате мира в Каире, откуда привёз награду золотого достоинства, выигранную в полутяжёлой весовой категории. Год спустя занял пятое место на международном турнире в Москве, ещё через год получил бронзовую медаль на этапе Кубка мира в Леондинге и был седьмым на этапе в Мюнхене.
Благодаря череде удачных выступлений удостоился права защищать честь страны на летних Олимпийских играх 1996 года в Атланте — на пути к финалу взял верх над всеми четырьмя соперниками, в том числе над россиянином Дмитрием Сергеевым, бронзовым призёром последнего чемпионата Европы, однако в решающем поединке потерпел поражение от поляка Павела Настулы и получил таким образом серебряную олимпийскую медаль.
После Олимпиады в США Ким остался в основном составе дзюдоистской команды Южной Кореи и продолжил принимать участие в крупнейших международных турнирах. Так, в 1997 году в полутяжёлом весе он трижды становился бронзовым призёром на трёх разных этапах Кубка мира: в Париже, Леондинге и Мюнхене. В следующем сезоне в категории до 100 кг выиграл серебряную медаль на Кубке Мацутаро Сорики в Токио, затем в 1999 году взял бронзу на открытом британском первенстве в Бирмингеме. В 2000 году на международном турнире в Иране попал в число призёров сразу в двух весовых категориях, удостоился бронзовой награды в полутяжёлой категории и серебряной награды в абсолютной. На одиннадцатом тихоокеанском чемпионате по дзюдо в 2001 году завоевал в своём весе серебряную медаль. Последний раз показал сколько-нибудь значимый результат на международной арене в сезоне 2003 года на турнире FAJR в Иране, где победил всех оппонентов и завоевал золото.

### Смешанные единоборства
В 2005 году Ким Мин Су подписал контракт с японской бойцовской организацией Hero's и дебютировал в смешанных единоборствах. В дебютном поединке встречался с массивным американцем Бобом Саппом и был нокаутирован уже в начале второй минуты первого раунда. Второй поединок, против новозеландского бойца Рэя Сефо, тоже проиграл нокаутом, пропустив сильный удар ногой в голову. Третий и четвёртый бои всё же выиграл, проведя удачные удушающие приёмы. Затем в его карьере последовала серия из четырёх поражений, однако соперниками были довольно известные бойцы — Сэмми Схилт, Дон Фрай, Майти Мо и Брок Леснар. В 2007 году в последний раз выступил на турнире Hero’s, в родных стенах в Сеуле техническим нокаутом победил японца Икухису Минову. Завершил бойцовскую карьеру в 2009 году, после поражения нокаутом от сумоиста Сэнторю Хенри. В общей сложности в ММА он провёл десять поединков, из них три выиграл и семь проиграл.

### Кикбоксинг
В период 2006—2008 годов Ким также пробовал силы в кикбоксинге, где провёл пять поединков на различных гран-при К-1, четыре из которых выиграл. Единственное поражение потерпел здесь нокаутом от японца Юсукэ Фудзимото.

## Статистика в смешанных единоборствах
| Боёв 10  | Побед 3 | Поражений 7 |
| -------- | ------- | ----------- |
| Нокаутом | 1       | 6           |
| Сдачей   | 2       | 1           |

| Результат | Рекорд | Соперник         | Способ                                 | Турнир                      | Дата            | Раунд | Время | Место                         | Примечание |
| --------- | ------ | ---------------- | -------------------------------------- | --------------------------- | --------------- | ----- | ----- | ----------------------------- | ---------- |
| Поражение | 3–7    | Генри Миллер     | Нокаут (удары руками и коленями)       | TK - The Khan 2             | 27 ноября 2009  | 1     | 1:12  | Сеул, Республика Корея        |            |
| Победа    | 3–6    | Икухиса Минова   | ТКО (удары)                            | K-1 - HERO's 2007 in Korea  | 28 октября 2007 | 1     | 3:46  | Сеул, Республика Корея        |            |
| Поражение | 2–6    | Брок Леснар      | TKO (сдача от ударов)                  | K-1 HERO's - Dynamite!! USA | 2 июня 2007     | 1     | 1:09  | Лос-Анджелес, Калифорния, США |            |
| Поражение | 2–5    | Мо Майти         | Нокаут (удар)                          | K-1 - Hero's 8              | 12 марта 2007   | 1     | 2:37  | Нагоя, Айти, Япония           |            |
| Поражение | 2–4    | Дон Фрай         | Нокаут (удар)                          | K-1 - Hero's 7              | 9 октября 2006  | 2     | 2:47  | Иокогама, Канагава, Япония    |            |
| Поражение | 2–3    | Сэмми Схилт      | Болевой приём (удушение треугольником) | K-1 - Hero's 6              | 5 августа 2006  | 1     | 4:46  | Токио, Япония                 |            |
| Победа    | 2–2    | Йошихиса Ямамото | Болевой приём (удушение сзади)         | K-1 - Hero's 4              | 15 марта 2006   | 2     | 1:32  | Токио, Япония                 |            |
| Победа    | 1–2    | Шон О'Хэр        | Болевой приём (удушение гильотиной)    | K-1 - HERO's 2005 in Seoul  | 5 ноября 2005   | 1     | 4:46  | Сеул, Республика Корея        |            |
| Поражение | 0–2    | Рэй Сефо         | Нокаут (удар ногой в голову)           | K-1 - Hero's 2              | 6 июля 2005     | 2     | 0:30  | Токио, Япония                 |            |
| Поражение | 0–1    | Боб Сапп         | Нокаут (удар)                          | K-1 - Hero's 1              | 26 марта 2005   | 1     | 1:12  | Сайтама, Сайтама, Япония      |            |